# 国际社会主义者 (丹麦)
国际社会主义者（丹麦语：Internationale Socialister）是丹麦的一个托洛茨基主义组织。该组织成立于1984年，分裂自左翼社会主义者。该组织是国际社会主义倾向的成员。
2006年3月，该组织在它的代表大会上决定集体加入团结名单—红绿联盟，同时继续保留它原有的组织及出版《社会主义工人报》。2015年1月18日，该组织决定退出团结名单—红绿联盟。